# François Van der Elst
François Van der Elst (ur. 1 grudnia 1954 w Opwijk, zm. 11 stycznia 2017 w Aalst) – belgijski piłkarz, napastnik. Długoletni zawodnik Anderlechtu.
Do Anderlechtu trafił w 1969, w pierwszym zespole debiutował w sezonie 1971/72. Dwukrotnie zostawał mistrzem Belgii (1972, 1974), cztery razy sięgał po puchar tego kraju, a dwukrotnie triumfował w Pucharze Zdobywców Pucharów (1976 i 1978). W 1977 został królem strzelców ligi (21 trafień). W sezonie 1980/81 był piłkarzem nowojorskiego Cosmosu. W latach 1981–1983 grał w angielskim West Ham United, karierę kończył w 1986 w zespole z rodzinnego Lokeren.
W reprezentacji Belgii wystąpił 44 razy i strzelił 14 bramek. Debiutował w 1973, ostatni raz zagrał w 1983. Grał na mistrzostwach świata w 1982 (2 spotkania). Wcześniej znajdował się wśród srebrnych medalistów ME 80.
Reprezentacyjnym piłkarzem był także jego brat Leo.